# Химна Чилеа
The Himno Nacional de Chile (Химна Чилеа) се чешће назива Canción Nacional (Национална песма). Постоје две мелодије и два текста, што чини три верзије. Компоновао је Еузебио Лило. 

## Пуна верзија
| Строфа I -{Ha cesado la lucha sangrienta; Ya es hermano el que ayer invasor; De tres siglos lavamos la afrenta Combatiendo en el campo de honor. El que ayer doblegábase esclavo Libre al fin y triunfante se ve; Libertad es la herencia del bravo, La Victoria se humilla a sus pies. }- Рефрен -{:Dulce Patria, recibe los votos Con que Chile en tus aras juró Que o la tumba serás de los libres O el asilo contra la opresión. }- Строфа II -{Alza, Chile, sin mancha la frente; Conquistaste tu nombre en la lid; Siempre noble, constante y valiente Te encontraron los hijos del Cid. Que tus libres tranquilos coronen A las artes, la industria y la paz, Y de triunfos cantares entonen Que amedrenten al déspota audaz.}- (Рефрен) Строфа III -{Vuestros nombres, valientes soldados, Que habéis sido de Chile el sostén, Nuestros pechos los llevan grabados; Los sabrán nuestros hijos también. Sean ellos el grito de muerte Que lancemos marchando a lidiar, Y sonando en la boca del fuerte Hagan siempre al tirano temblar.}- (Рефрен) | Строфа IV -{Si pretende el cañón extranjero Nuestros pueblos osado invadir; Desnudemos al punto el acero Y sepamos vencer o morir. Con su sangre el altivo araucano Nos legó por herencia el valor; Y no tiembla la espada en la mano Defendiendo de Chile el honor.}- (Рефрен) Строфа V -{Puro, Chile, es tu cielo azulado, Puras brisas te cruzan también, Y tu campo de flores bordado Es la copia feliz del Edén. Majestuosa es la blanca montaña Que te dio por baluarte el Señor, Y ese mar que tranquilo te baña Te promete futuro esplendor.}- (Рефрен) Строфа VI -{Esas galas, ¡oh, Patria!, esas flores Que tapizan tu suelo feraz, No las pisen jamás invasores; Con tu sombra las cubra la paz. Nuestros pechos serán tu baluarte, Con tu nombre sabremos vencer, O tu noble, glorioso estandarte, Nos verá combatiendo caer.}- (Рефрен) |

## Званична верзија
-{Puro, Chile, es tu cielo azulado;

Puras brisas te cruzan también.

Y tu campo de flores bordado

Es la copia feliz del Edén.

Majestuosa es la blanca montaña

Que te dio por baluarte el Señor

Que te dio por baluarte el Señor,

Y ese mar que tranquilo te baña

Te promete futuro esplendor

Y ese mar que tranquilo te baña

Te promete futuro esplendor.<}-br>
Рефрен

-{Dulce Patria, recibe los votos

Con que Chile en tus aras juró:

Que o la tumba serás de los libres

O el asilo contra la opresión

Que o la tumba serás de los libres

O el asilo contra la opresión

Que o la tumba serás de los libres

O el asilo contra la opresión

O el asilo contra la opresión

O el asilo contra la opresión.}-
-{Pure, Chile, is your blue sky;

Pure breezes flow across you as well.

And your flower-embroidered field

Is a happy copy of Eden.

Majestic is the snow-capped mountain

That was given as a bastion by the Lord

That was given as a bastion by the Lord,

And the sea that quietly washes your shores

Promises you future splendor

And the sea that quietly washes your shores

Promises you future splendor.}-